# Левизи, Артём Сергеевич
Артём Сергеевич Левизи (2 марта 1993, Тихвин, Ленинградская область, Россия) — российский футболист, вратарь эстонского клуба «Тарвас».

## Биография
Родился 2 марта 1993 года в Ленинградской области. Первым клубом игрока стал «Кировец» из города Тихвин. В 13 лет начал выступать за сборную Ленинградской области 1993 г.р., с которой дважды выигрывал чемпионат Северо-Западного федерального округа. В этом же году перешёл в Академию «Зенита». В возрасте 17 лет, после реорганизации Академии, перешёл в команду «Факел».
В 2011 году стал игроком эстонского клуба «Калев» Силламяэ. За основной состав дебютировал 2 марта 2013 года в матче чемпионата Эстонии против клуба «Нарва-Транс». Летом 2014 года был отдан в аренду в другой клуб высшей лиги «Калев» Таллин. В 2016 году перешёл в клуб третьей эстонской лиги «Аякс Ласнамяэ».
В 2017 подписал контракт с клубом Эсилиги «Тарвас».